# 42 Lyncis
42 Lyncis är en gulvit stjärna av huvudserien i stjärnbilden Lodjuret. Stjärnan har visuell magnitud +5,28 och synlig för blotta ögat vid någorlunda god seeing. Den befinner sig på ett avstånd av ungefär 125 ljusår